# Jules van Dongen
Jules van Dongen (* 13. Juli 1990 in Meerssen, Niederlande) ist ein US-amerikanischer Dartspieler niederländischer Abstammung.

## Karriere
Jules van Dongen, der in den Niederlanden geboren wurde und in den Vereinigten Staaten lebt, spielte 2021 Turniere auf der Championship Darts Corporation Pro Tour. Dort schaffte er bei zwei USA-Series-Turnieren den Finaleinzug. Zudem konnte er innerhalb der World Darts Federation die Charlotte Open, das Cherry Bomb International sowie die Seacoast Open für sich entscheiden und sich somit für die WDF-Weltmeisterschaft 2022 qualifizieren.
Im Januar 2022 sicherte er sich über die PDC Qualifying School eine Tourkarte für die PDC Pro Tour. Er war somit für die UK Open 2022, sein erstes Darts-Major, startberechtigt. Er gewann in Runde eins mit 6:5 gegen Mario Vandenbogaerde, verlor aber sein zweites Spiel gegen Connor Scutt mit 3:5. Bei der WDF World Darts Championship 2022 durfte er aufgrund einer Ausnahmeregelung seitens der PDC trotz der Tour Card teilnehmen. Er war dabei an Position elf gesetzt und traf in seinem ersten Spiel auf Ryan de Vreede, gegen den er mit 1:3 unterlag.
Bei seiner ersten Teilnahme an einem Event der European Darts Tour, den Czech Darts Open, gewann van Dongen mit 6:2 gegen Brett Claydon, verlor aber mit gleichem Ergebnis gegen Rob Cross. Kurz darauf durfte er als amerikanischer Tour Card-Holder das US Darts Masters 2022 spielen. Er traf in Runde eins auf Michael van Gerwen und unterlag 4:6. Ansonsten blieb seine erste Pro Tour-Saison weitgehend erfolglos und die Qualifikation für weitere Majors blieb aus.
Bei den UK Open 2023 verlor van Dongen direkt sein erstes Spiel gegen Kevin Doets mit 4:6. Bei den US Darts Masters 2023 unterlag er im ersten Spiel Gerwyn Price mit 2:6. Beim World Cup of Darts 2023 gab van Dongen im Juni an der Seite von Leonard Gates sein Debüt. Sie unterlagen in ihrem ersten Spiel Österreich mit 2:4, konnten aber gegen Dänemark mit 4:3 gewinnen. Da reichte jedoch nicht aus, um sich für das Achtelfinale zu qualifizieren.
Generell verlief die erste Jahreshälfte auf der Pro Tour für van Dongen nicht sehr erfolgreich. Erst in der zweiten Jahreshälfte drehte er etwas auf und kam unter anderem in drei Achtelfinale bei den Players Championships 2023 sowie eines bei der German Darts Championship 2023, wo er nach Siegen über Patrik Kovács und Danny Noppert erst Stephen Bunting mit 5:6 unterlag.
Als 62. der Players Championship Order of Merit kam er damit knapp noch zu den Players Championship Finals, wo er aber gegen Damon Heta beim 1:6 keine Chance hatte. Auch die WM-Qualifikation schaffte er durch die späten Erfolge noch knapp. In der ersten Runde der PDC World Darts Championship 2024 traf er auf den Australier Darren Penhall und verlor mit 1:3. Somit beendete er das Jahr 2023 auf Rang 78 der PDC Order of Merit und musste seine Tour Card wieder abgeben.
Bei der Q-School 2024 nahm van Dongen wieder teil und startete in der Final Stage. Acht erspielte Punkte für die Rangliste reichten dabei für den Rückgewinn der Tour Card aus.

## Weltmeisterschaftsresultate

### PDC
- 2024: 1. Runde (1:3-Niederlage gegen  Darren Penhall)

### WDF
- 2022: 2. Runde (1:3-Niederlage gegen  Ryan de Vreede)

## Turnierergebnisse
| Turnier                                    | 2022 | 2023 | 2024 | 2025 |
| ------------------------------------------ | ---- | ---- | ---- | ---- |
| WDF-Platin-/Major-Turniere                 |      |      |      |      |
| Weltmeisterschaft                          | 2R   | n/t  | n/t  | n/t  |
| PDC-Ranking-Turniere                       |      |      |      |      |
| Weltmeisterschaft                          | n/t  | n/q  | 1R   | n/q  |
| UK Open                                    | 2R   | 2R   | 1R   | 1R   |
| Players Championship Finals                | n/q  | 1R   | n/q  |      |
| PDC-Turniere ohne Einfluss auf das Ranking |      |      |      |      |
| World Cup of Darts                         | 1R   | GP   | GP   | GP   |
| Karrierestatistiken                        |      |      |      |      |
| Jahresendplatzierung (PDC)                 | 133  | 80   | 152  |      |

| Legende zu den Turnierergebnissen | Legende zu den Turnierergebnissen | Legende zu den Turnierergebnissen | Legende zu den Turnierergebnissen | Legende zu den Turnierergebnissen | Legende zu den Turnierergebnissen | Legende zu den Turnierergebnissen | Legende zu den Turnierergebnissen | Legende zu den Turnierergebnissen | Legende zu den Turnierergebnissen |
| --------------------------------- | --------------------------------- | --------------------------------- | --------------------------------- | --------------------------------- | --------------------------------- | --------------------------------- | --------------------------------- | --------------------------------- | --------------------------------- |
| n/t                               | nicht teilgenommen                | n/q                               | nicht qualifiziert                | n/a                               | nicht ausgetragen                 | #R                                | Aus in jeweiliger Runde           | GP                                | Aus in der Gruppenphase           |
| AF                                | Achtelfinalist                    | VF                                | Viertelfinalist                   | HF                                | Halbfinalist                      | F                                 | Turnierfinalist                   | S                                 | Turniersieger                     |

## Titel

### WDF
- Gold-Turniere
  - Seacoast Open: (1) 2021
- Bronze-Turniere
  - Cherry Bomb International: (1) 2021
  - Charlotte Open: (1) 2021